# Langtoft (Lincolnshire)
Langtoft – wieś w Anglii, w hrabstwie Lincolnshire. Leży 61 km na południe od Lincoln i 133 km na północ od Londynu.